# Marathon masculin aux championnats du monde d'athlétisme 1991
Navigation
Rome 1987 Stuttgart 1993
L'épreuve du marathon masculin des championnats du monde d'athlétisme 1991 s'est déroulée le 1er septembre 1991 dans les rues de Tokyo, au Japon, avec une arrivée fixée au Stade olympique national. Elle est remportée par le Japonais Hiromi Taniguchi.

## Résultats
| Rang               | Athlète              | Pays         | Temps           | Notes |
| ------------------ | -------------------- | ------------ | --------------- | ----- |
| Médaille d'or      | Hiromi Taniguchi     | Japon        | 2 h 14 min 57 s |       |
| Médaille d'argent  | Hussein Ahmed Salah  | Djibouti     | 2 h 15 min 26 s |       |
| Médaille de bronze | Steve Spence         | États-Unis   | 2 h 15 min 36 s |       |
| 4                  | Jan Huruk            | Pologne      | 2 h 15 min 47 s |       |
| 5                  | Futoshi Shinohara    | Japon        | 2 h 15 min 52 s |       |
| 6                  | Salvatore Bettiol    | Italie       | 2 h 15 min 58 s |       |
| 7                  | Maurilio Castillo    | Mexique      | 2 h 16 min 15 s |       |
| 8                  | Gelindo Bordin       | Italie       | 2 h 17 min 03 s |       |
| 9                  | Tekeye Gebrselassie  | Éthiopie     | 2 h 18 min 37 s |       |
| 10                 | Konrad Dobler        | Allemagne    | 2 h 19 min 01 s |       |
| 11                 | Steve Moneghetti     | Australie    | 2 h 19 min 18 s |       |
| 12                 | Sam Carey            | Royaume-Uni  | 2 h 20 min 02 s |       |
| 13                 | Peter Maher          | Canada       | 2 h 20 min 31 s |       |
| 14                 | Diego García         | Espagne      | 2 h 21 min 16 s |       |
| 15                 | Dominique Chauvelier | France       | 2 h 21 min 37 s |       |
| 16                 | Tonnie Dirks         | Pays-Bas     | 2 h 22 min 17 s |       |
| 17                 | Elphas Ginindza      | Swaziland    | 2 h 22 min 43 s |       |
| 18                 | Stephan Freigang     | Allemagne    | 2 h 23 min 13 s |       |
| 19                 | Kim Won-Tak          | Corée du Sud | 2 h 23 min 14 s |       |
| 20                 | Dave Buzza           | Royaume-Uni  | 2 h 23 min 24 s |       |

## Légende
Records et Performances
- AR : Record continental (area record)
- CR : Record des championnats (championship record)
- MR : Record du meeting (meet record)
- NR : Record national (national record)
- OR : Record olympique (olympic record)
- PR : Record paralympique (paralympic record)
- PB : Record personnel (personal best)
- SB : Meilleure performance personnelle de la saison (season's best)
- WL : Meilleure performance mondiale de l'année (world leader)
- WJR : Record du monde junior (world junior record)
- WR : Record du monde (world record)

Circonstances et Conditions
- DNF : N'a pas terminé (did not finish)
- DNS : N'a pas pris le départ (did not start)
- DQ : Disqualification (disqualification)
- NM : Aucun essai valable enregistré (No Mark)
- Q : Qualifié « directement » au prochain tour (ou à la prochaine compétition), lors d'une compétition majeure, grâce au classement ou à la réalisation des minima (automatic qualifier)
- q : Qualifié au prochain tour (ou à la prochaine compétition), lors d'une compétition majeure, grâce au repêchage ou à la réalisation de l'une des meilleures performances parmi celles des « non qualifiés directement » (grâce au meilleur temps ou à la meilleure distance par exemple) (secondary qualifier)